# Mount Alexander Shire
Mount Alexander Shire är en kommun i Australien. Den ligger i delstaten Victoria, omkring 110 kilometer nordväst om delstatshuvudstaden Melbourne. Antalet invånare var 18 761 vid folkräkningen 2016.
Följande samhällen finns i Mount Alexander:
- Castlemaine
- Maldon
- Campbells Creek